# Burg Tennenlohe
Die Burg Tennenlohe ist eine abgegangene hochmittelalterliche Turmhügelburg (Motte) auf einem erhöhten Terrain unmittelbar südwestlich des Schlosses Tennenlohe (Schlossgasse 7) in Tennenlohe, einem heutigen Stadtteil von Erlangen in Bayern.

## Geschichte
Die Burg wurde erstmals 1265 mit Conradus de Tenninloch in einer Urkunde des Burggrafen Konrad II. bei einer Güterschenkung an das Kloster Engelthal erwähnt. 1395 wurde Ulrich III. Haller von Hallerstein ein Teil seiner zahlreichen Besitzungen vom Landgericht Nürnberg bestätigt, darunter „das Burckstall und Gütlein zu Tennenlohe“, und 1398 erhielt er von den Burggrafen u. a. „das wal und drey gut zu dem Tenneloe“ zu Lehen. „Wal“ steht für „Burgstall“, die Stelle eines abgegangenen Sitzes. Als burg- bzw. markgräfliches Lehen blieb dieser Komplex bis 1463 im Besitz der Haller und wurde dann an die Löffelholz verkauft.
Von der ehemaligen Mottenanlage auf einem erhöhten Terrain über dem Hutgraben ist nur noch der kreisförmige Turmhügel erhalten.